# Droga N987 (Holandia)
Droga prowincjonalna N987 (nid. Provinciale weg 987) – droga prowincjonalna w Holandii, w prowincji Groningen. Łączy drogę prowincjonalną N362 w Siddeburen ze wsią Wagenborgen.
N988 to droga jednopasmowa o maksymalnej dopuszczalnej prędkości 60 km/h. W gminie Slochteren droga nosi kolejno nazwy Provincialeweg i Oudeweg. W gminie Delfzijl droga nosi nazwę Stolderijweg.